# Estádio Municipal Engenheiro Luthero Lopes
Estádio Municipal Engenheiro Luthero Lopes – stadion piłkarski w Rondonópolis (Mato Grosso, Brazylia), na którym swoje mecze rozgrywa klub União Esporte Clube.